# Morris Swadesh
Morris Swadesh (Holyoke, Massachusetts, 1909. január 22. – Mexikóváros, 1967. július 20.) főleg a Swadesh-lista révén ismert amerikai nyelvész és kulturális antropológus.

## Élete
Oroszországból származó zsidó családban született. Anyanyelve a jiddis volt.
Felsőfokú tanulmányait a Chicagói Egyetemen kezdte, ahol német és francia nyelvet tanult, majd a Connecticut állambeli, New Haven-i Yale Egyetemen folytatta. Itt szerezte meg doktori diplomáját 1933-ban, egy kanadai indián nyelvről, a nutkáról  szóló disszertációjával.
1933 és 1937 között tanársegéd volt a Wisconsin állambeli Wisconsin–Madison Egyetemen, majd Mexikóvárosban élt (1937–1939), a Bennszülött Nyelvek Tanácsa igazgatójának tisztét töltve be. Ugyanakkor a Nemzeti Műszaki Intézet és az Antropológiai Iskola professzora volt.
1939 és 1941 között nyelvészként tevékenykedett a Védelmi Minisztérium keretében.
1948-ban társprofesszor lett a New York Egyetemen, de 1949-ben menesztették és bevonták az útlevelét, baloldali nézetei és tevékenysége miatt. Ő volt az egyike azoknak az antropológusoknak, akiket zaklattak a McCarthy-féle kommunistaellenes kampány során. 1953-ig könyvtárosként dolgozott a philadelphiai Amerikai Filozófiai Társaság könyvtárában, majd függetlenként munkálkodott 1956-ig, amikor újból Mexikóvárosba költözött. Itt haláláig a Történelmi Intézet és az Antropológiai és Történeti Nemzeti Iskola professzora volt.

## Munkássága
Swadesh sokat foglalkozott kanadai, USA-beli és mexikói indián nyelvekkel, húsz ilyen nyelvről gyűjtve adatokat. Az 1930-as években főleg a chitimacha nyelvet  tanulmányozta. Jegyzetei és publikált írásai a fő információforrások erről a közben kihalt nyelvről. Mexikóban tananyagokat készített az indiánok írás-olvasásra való tanítására saját anyanyelveiken.
A második világháború idején az amerikai hadsereg számára dolgozott, referencia anyagokat gyűjtve a burmai, a kínai, az orosz és a spanyol nyelvről. Ugyanakkor tananyagokat készített ezen nyelvek tanítására is.
Fontos hozzájárulása volt a fonológia terén, ugyanis kifejlesztett egy elvrendszert a nyelv fonémáinak meghatározására a beszédhangok eloszlása alapján. Például az angol nyelvben a p mássalhangzó különbözik a pit ’gödör’, upper ’fenti’ és spill ’szétszór’ szavakban. Mivel egy beszédhang kiejtése a szón belüli helyzetétől függ, Swadesh kimutatta, hogy ezek a helyzeti hangzó-variánsok „egymást kiegészítve oszlanak el”, ezért egy bizonyos típusú hang vagy fonéma eseteinek tekintendők. Az eloszlás alapján történő elemzés a nyelvek szerkezetének alapelemei tanulmányozásának az általános módszere lett, és a 21. században is a nyelvészet módszertanának része.
Swadesh a lexikostatisztika kezdeményezője volt. Főleg a Swadesh-lista megalkotójaként ismerik, melyet elsősorban a nyelvek közötti rokonsági fok felmérésére használnak.
A glottokronológia kezdeményezője is volt. Ez két rokon nyelv szétválási idejének felbecsülésére szolgáló módszer, ugyancsak a Swadesh-lista alapján.
Swadesh lexikostatisztikai és glottokronológiai módszereit erősen vitatták és vitatják, de listája hasznos marad a történeti-összehasonlító nyelvészetben, a nyelvek kezdeti, alapfokú tanulmányozására, vagy amikor nem állnak rendelkezésre teljes adatok egy bizonyos nyelvről.

## Fontosabb publikációi
- The Phonemic Principle (A fonemikus elv). Language. 10. évf. 2. sz. 1934. 117–129. o.
- A Method for Phonetic Accuracy and Speed (Módszer a hangtani pontosság és gyorsaságra). American Anthropologist. 39. évf. 4. sz. 1937. 728–732. o.
- Linguistics as an Instrument of Prehistory (A nyelvészet mint az őskori történelem eszköze). Southwestern Journal of Anthropology. 15. évf. 1. sz. 1959. 20–35. o.
- The Origin and Diversification of Language (A nyelv eredete és diverszifikálódása). Joel Sherzer szerkesztésében. Chicago: Aldine. 1971. ISBN 0-202-01001-5